# Óctuplos de Nadya Suleman
Os óctuplos de Nadya Suleman são um grupo de seis meninos e duas meninas, concebidos por meio de fertilização in vitro. Nadya Suleman deu à luz os óctuplos em 26 de janeiro de 2009, em Bellflower, Califórnia. O grupo é apenas o segundo caso de óctuplos nascidos vivos nos Estados Unidos, e, após uma semana de seus nascimentos, todos permaneciam vivos, o que tinha ocorrido apenas uma vez em toda a história, após a semana de sobrevivência dos óctuplos de Nkem Chukwu, em 1998. As circunstâncias de seu nascimento múltiplo levaram à polêmica no campo da tecnologia de reprodução assistida, assim como a uma investigação realizada pela Diretoria Médica da Califórnia sobre o especialista em fertilidade envolvido.

## Nomes
As crianças têm o sobrenome de seu suposto pai. A ordem dos nomes dos bebês, gêneros e pesos ao nascer são:
- Noah Angel Solomon      - menino;        1,132 kg
- Maliyah Angel Solomon   - menina;      0,934 kg
- Isaiah Angel Solomon    - menino;        1,387 kg
- Nariyah Angel Solomon   - menina;      0,99 kg
- Makai Angel Solomon     - menino;      0,792 kg
- Josiah Angel Solomon    - menino;        1,161 kg
- Jeremiah Angel Solomon  - menino;        0,821 kg
- Jonah Angel Solomon     - menino;        1,104 kg

Dois pares de gêmeos idênticos estão entre os óctuplos devido à divisão, segundo Nadya, de dois dos seis embriões implantados, As duas meninas são gêmeas monozigóticas, assim como Jeremiah e Makai.

## Plano de fundo

### Concepção
Os óctuplos foram concebidos por meio de fertilização in vitro, conduzida pelo Doutor Michael Kamrava. Nadya Suleman tinha seis embriões remanescentes de tratamentos de fertilização in vitro anteriores, apesar de ser ter sido informada de que, para uma mulher de sua idade, a orientação recomendada limitava o número de embriões a apenas três. À parte de sua razão de tentar outra gravidez, seus embriões congelados não podiam ser destruídos. Seis embriões foram implantados, e dois destes embriões separaram-se em dois pares separados de gêmeos, resultando em oito bebês. A saúde da mãe e seu estado gestacional foram acompanhados desde o primeiro trimestre da gravidez. Cinco fetos eram evidentes após um mês de gestação. Foi oferecida a opção de redução seletiva, que ela recusou.

### Nascimento
O parto, por meio de uma cesárea agendada previamente, envolveu 46 médicos, e foi simulada por duas vezes antes da cirurgia de parto, no Hospital Kaiser Permanente, em Bellflower, Califórnia. Os médicos disseram que havia no ventre da mãe sete bebês, e o nascimento de oito bebês foi uma surpresa no meio médico. O parto dos oito bebês durou menos de cinco minutos. Logo após o parto, todos os bebês estavam em condições estáveis, embora dois tivessem que recorrer à intubação e à ventilação, e um terceiro recorresse a oxigênio suplementar.

### Após o nascimento
Dois dias após o nascimento, cinco dos oito bebês receberam leite materno por meio de tubos. Josiah rejeitou seu primeiro tubo de leite materno, e foi encaminhado para alimentação intravenosa; seu estômago ainda estava incapaz de receber leite materno. Naquele momento, os três bebês remanescentes já tinham recebido alimentação intravenosa desde seus nascimentos, e ainda estavam para receber o seu primeiro tubo de leite materno.
Seis dias após o nascimento, todos os oito bebês estavam respirando sem ajuda artificial, e estavam recebendo leite materno por meio de tubos, além de suprimentos nutricionais intravenosas. Um porta-voz do hospital disse que se esperava que os óctuplos pudessem permanecer no hospital por várias semanas.
Uma semana após o nascimento, os óctuplos de Nadya Suleman tornaram-se os óctuplos com mais tempo de vida na história dos Estados Unidos, após ultrapassar a marca alcançada pelos óctuplos de Nkem Chukwu de uma semana de sobrevivência, quando o mais novo, e menor dos óctuplos, morreu após sete dias de vida, em Houston, Texas, em 1998.
Após dez dias após o nascimento, Nadya Suleman recebeu alta do hospital. Na entrevista que ela concedeu em 5 de fevereiro de 2009, disse que ela toma para si cada um dos óctuplos por 45 minutos por dia, exceto o menor, o qual ela toma para si por mais tempo.

## Família

### Mãe
Nadya Suleman nasceu em 12 de outubro de 1975 em Fullerton, Califórnia, e cresceu em La Puente, Hacienda Heights e em Rowland Heights, todas as cidades pertencentes à região do Vale de San Gabriel, no Condado de Los Angeles, Califórnia. Ela é a única filha de Edward e Angela Dous, que se casaram em Las Vegas em 1974, e divorciaram-se em 1999.

### Pai biológico
Nadya Suleman declarou que apenas um doador de esperma, chamado David Solomon, foi usado para gerar os óctuplos, assim como seus outros seis filhos. Nadya disse que namorou David uma vez, mas percebeu posteriormente que ela somente queria David para ser pai de suas crianças, e não estabelecer uma relação com ele. Outras fontes dizem que Nadya usou o nome de David Solomon com o objetivo de não identificar o doador real do esperma.
Em 23 de fevereiro de 2009, na edição diária do Good Morning America, do ABC, um homem chamado Denis Beaudoin disse que seria o pai biológico dos óctuplos de Nadya Suleman. Ele declarou que eles namoraram entre 1997 e 1999, e Nadya perguntou-lhe sobre a possibilidade de ele doar o esperma. Beaudoin está requerendo um teste de paternidade. Nadya nega desde então que Beaudoin seja o doador.

### Irmãos
Os óctuplos têm seis irmãos mais velhos, com idades entre 24 e 19 anos (nascidos entre 2001 e 2006), e que também foram concebidos por meio da fertilização in vitro e do mesmo doador de esperma, de acordo com declarações feitas pela mãe Nadya Suleman.  São:
- Elijah Makai Solomon 24 anos (menino)
- Amerah Yasmeen Solomon 23 anos (menina)
- Joshua Jacob Solomon 22 anos (menino)
- Aiden Solomon 20 anos (menino)
- Calyssa Arielle Solomon 19 anos (menina)
- Caleb Kai Solomon 19 anos (menino - gêmeo fraterno de Calyssa)

### Avós
O avô materno dos óctuplos, Edward Doud Suleman, que identifica a si próprio como ex-militar do Iraque, diz que ele está retornando do Iraque, país de onde é nativo e onde era viajante e motorista, com o objetivo de dar apoio financeiro a sua filha e aos seus netos. Sua avó materna, Angela Victoria Suleman, uma professora aposentada, tem ajudado com os custeios das primeiras seis crianças de Nadya. Ela diz que está "sustentando praticamente sozinha" os filhos de Nadya, e tem sido uma crítica de sua filha em suas declarações recentes. Por exemplo, Angela declarou que sua filha não tem ajudado nos custeios da casa ou de alimentos para as crianças.

## Atenção dos meios de comunicação
As notícias sobre os óctuplos causaram impactos sobre os meios de comunicação internacionais.  A maior parte do público teve reações negativas ao nascimento dos óctuplos. Houve até ameaças de morte, que a polícia está investigando.
Há muita discussão entre o público sobre a decisão de Nadya de ter os óctuplos, incluindo um pequeno protesto em frente à casa de Nadya. Entretanto, Nadya está morando em outra residência atualmente. Muitos expressaram preocupações de que a decisão de Nadya de ter mais crianças poderia sobrecarregar os pagadores de impostos por meio do apoio público, porque Nadya está atualmente desempregada, não está casada e está sob assistência pública.
A implantação de seis embriões numa mulher com menos de 35 anos de idade que já tinha filhos provocou polêmicas e levou a pedidos de criação de leis que limitam o número de embriões implantados simultaneamente. A Diretoria Médica da Califórnia anunciou em 6 de fevereiro de 2009 que estava investigando Michael Kamrava, o médico que implantou os embriões, numa tentativa de comprovar se houve violações dos padrões de cuidados. A Sociedade Americana de Medicina Reprodutiva expressou interesse em ajudar a Diretoria em sua investigação. O médico também proveu tratamento de fertilidade para uma mulher de 49 anos de idade que não era segurada, que posteriormente foi hospitalizada no Los Angeles County-USC Medical Center no quinto mês de gestação. Pelo menos sete embriões foram usados.
Em Maio de 2009 foi anunciado pelo representante de Nadya Suleman que ela assinou um contrato com a produtora Eyeworks para a gravação de um reality show. A vida dos bebês seria filmada em momentos específicos, como por exemplo o seu primeiro aniversário, e os programas seriam exibidos esporadicamente na TV. Após um tempo, todos as edições serão unidas e formarão um só documentário sobre a vida de Nadya com todos os seus 14 filhos.